# Emanuel Wysocki
Emanuel Wysocki (ur. 14 października 1902 w Katowicach, zm. ?) – polski gónik, poseł na Sejm PRL III kadencji.

## Życiorys
Uzyskał wykształcenie podstawowe, z zawodu maszynista i ślusarz. Pracował na stanowisku maszynisty głównego odwadniania w Kopalni Węgla Kamiennego „Katowice”. W 1961 uzyskał mandat posła na Sejm PRL z okręgu Katowice, był posłem bezpartyjnym. W trakcie kadencji zasiadał w Komisji Pracy i Spraw Socjalnych.
Został odznaczony Brązowym (1950) i Srebrnym (1953) Krzyżem Zasługi.